# São Vicente (Río Grande del Norte)
São Vicente es un municipio del estado de Rio Grande do Norte (Brasil), localizado en la microrregión de la Sierra de Santana, que de acuerdo con el IBGE (Instituto Brasileño de Geografía y Estadística), en el año 2003 su población era estimada en 5.834 habitantes, con un área territorial de 209,7 km², siendo la principal vía de acceso la BR-226.

## Turismo
Las inscripciones rupestres son una atracción local, con pinturas en rocas protegidas del sol de color roja, todas ellas localizadas en el Sitio Piauí, sin embargo son de difícil acceso por cuenta de senderos en los bosques cerrados y por las altas sierras. El Sitio Arqueológico se llama Cascada.